# Barrancas (Neuquén)
Barrancas es una localidad argentina del departamento Pehuenches, en la provincia del Neuquén.

## Población
Contó con 1,146 habitantes (Indec, 2010), lo que representó un incremento frente a los 1,098 habitantes (Indec, 2001) del censo anterior. La población se compuso de 590 varones y 556 mujeres, lo que arrojó un índice de masculinidad del 106.12%. En tanto, las viviendas pasaron de a ser 301 a 509.
Según el censo 2022 se conoció una población dentro del municipio de 1,438 habitantes y 692 viviendas.Este dato situó a la localidad como el segundo municipio de tercera categoría más poblado de la provincia.
| Gráfica de evolución demográfica de Barrancas entre 1991 y 2022 |
|                                                                 |
| Fuente: Censos nacionales del INDEC                             |

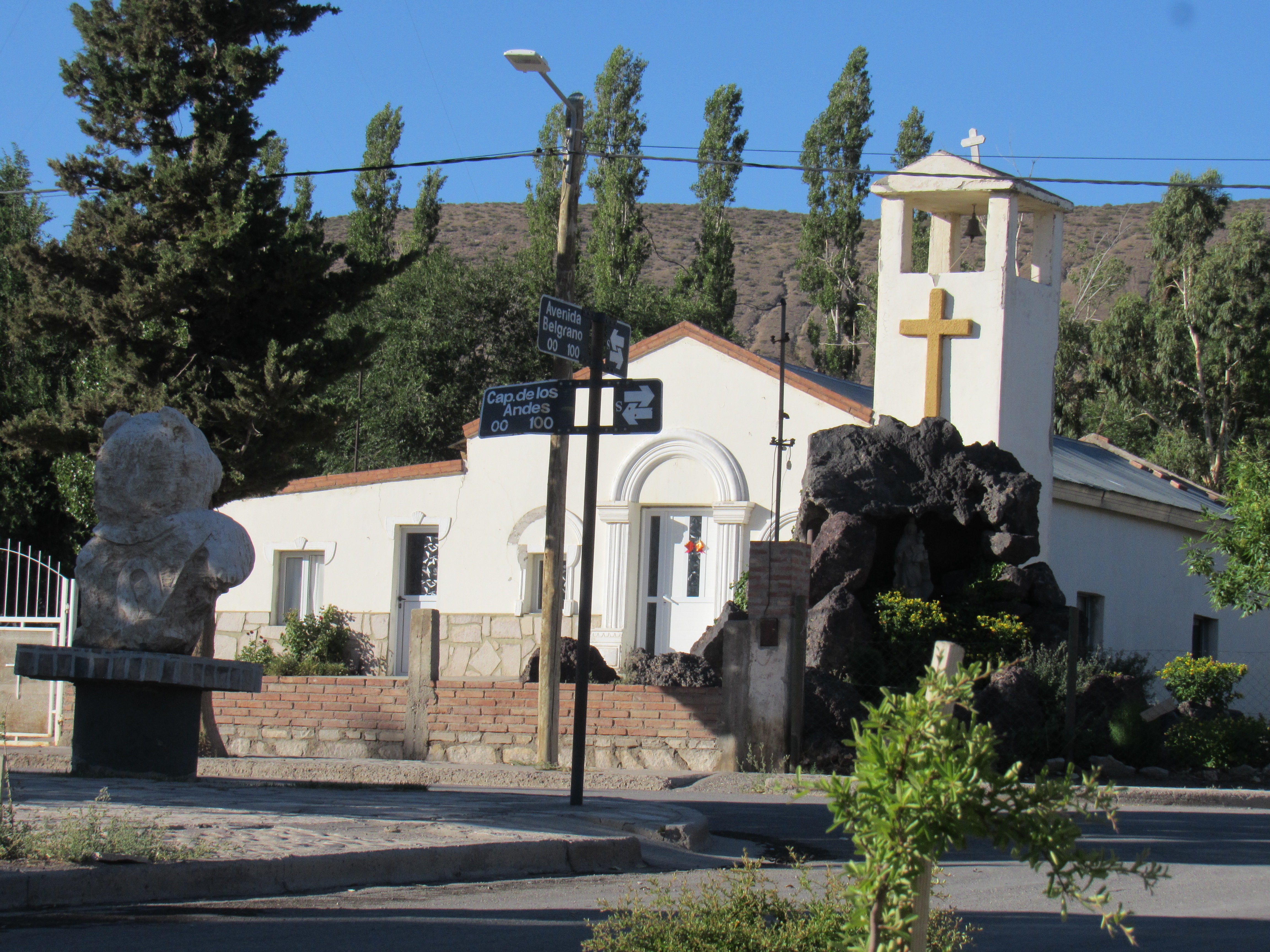
Capilla Virgen del Carmen
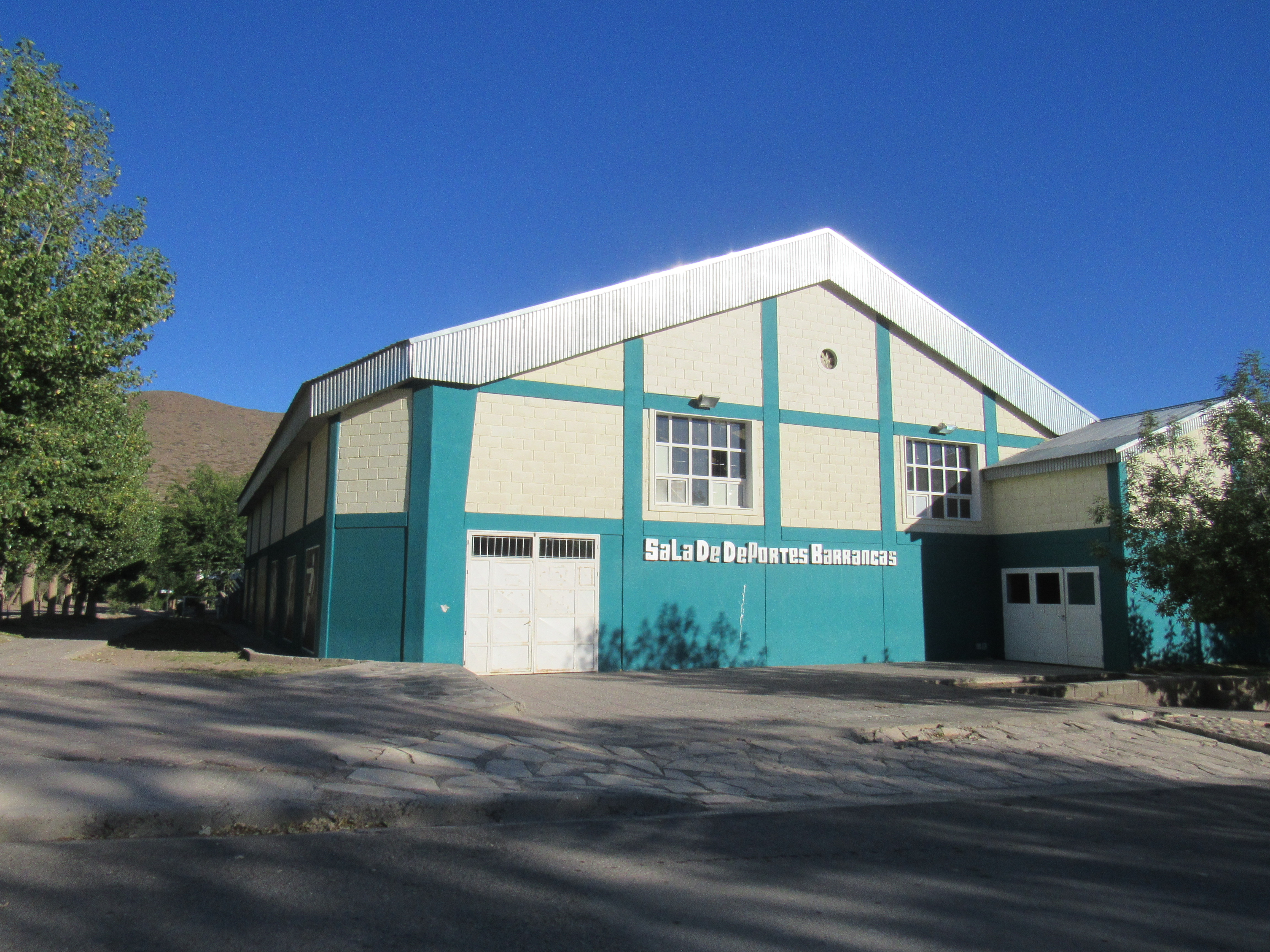
Sala de Deportes
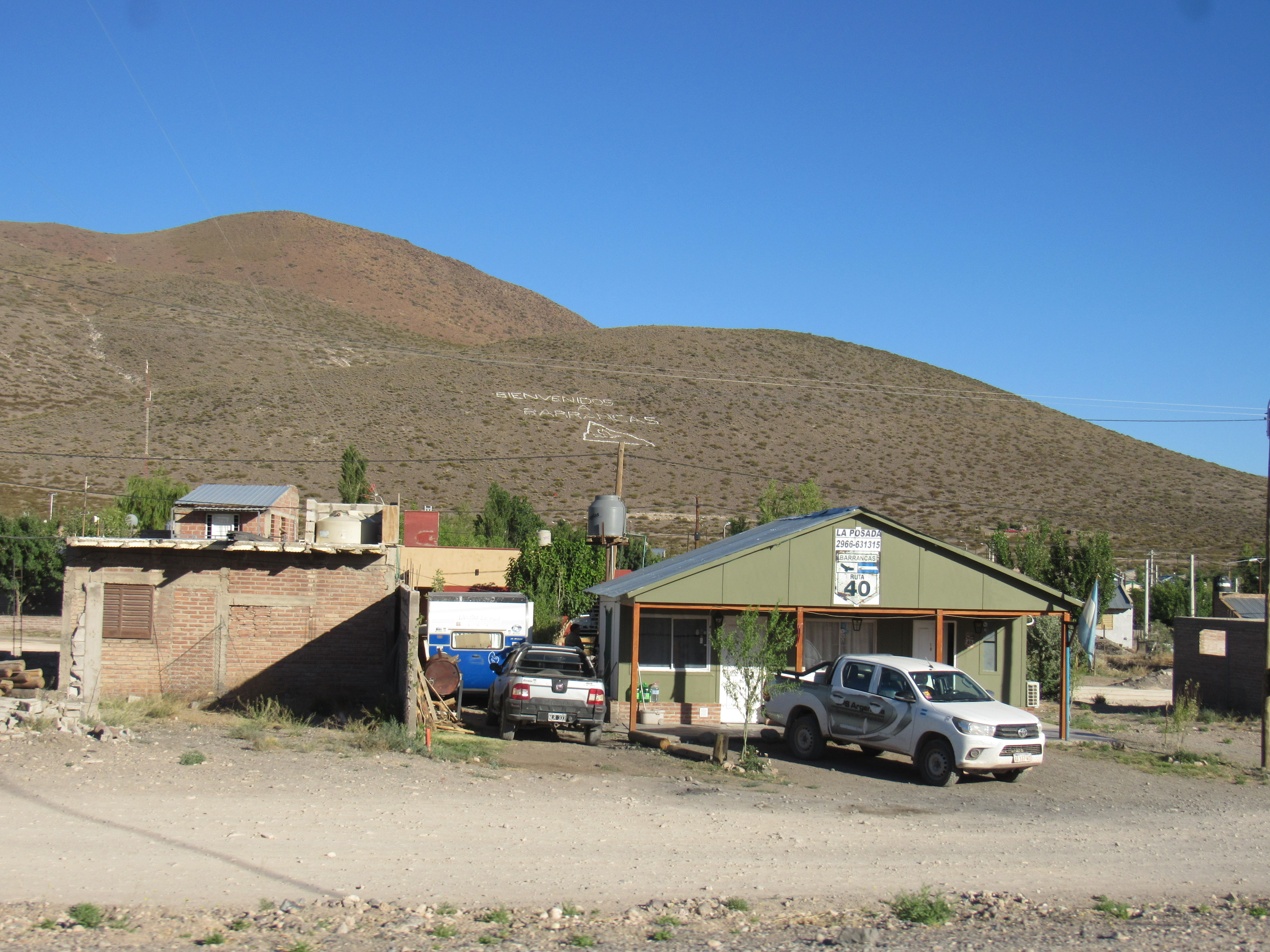
Panorámica desde Ruta 40
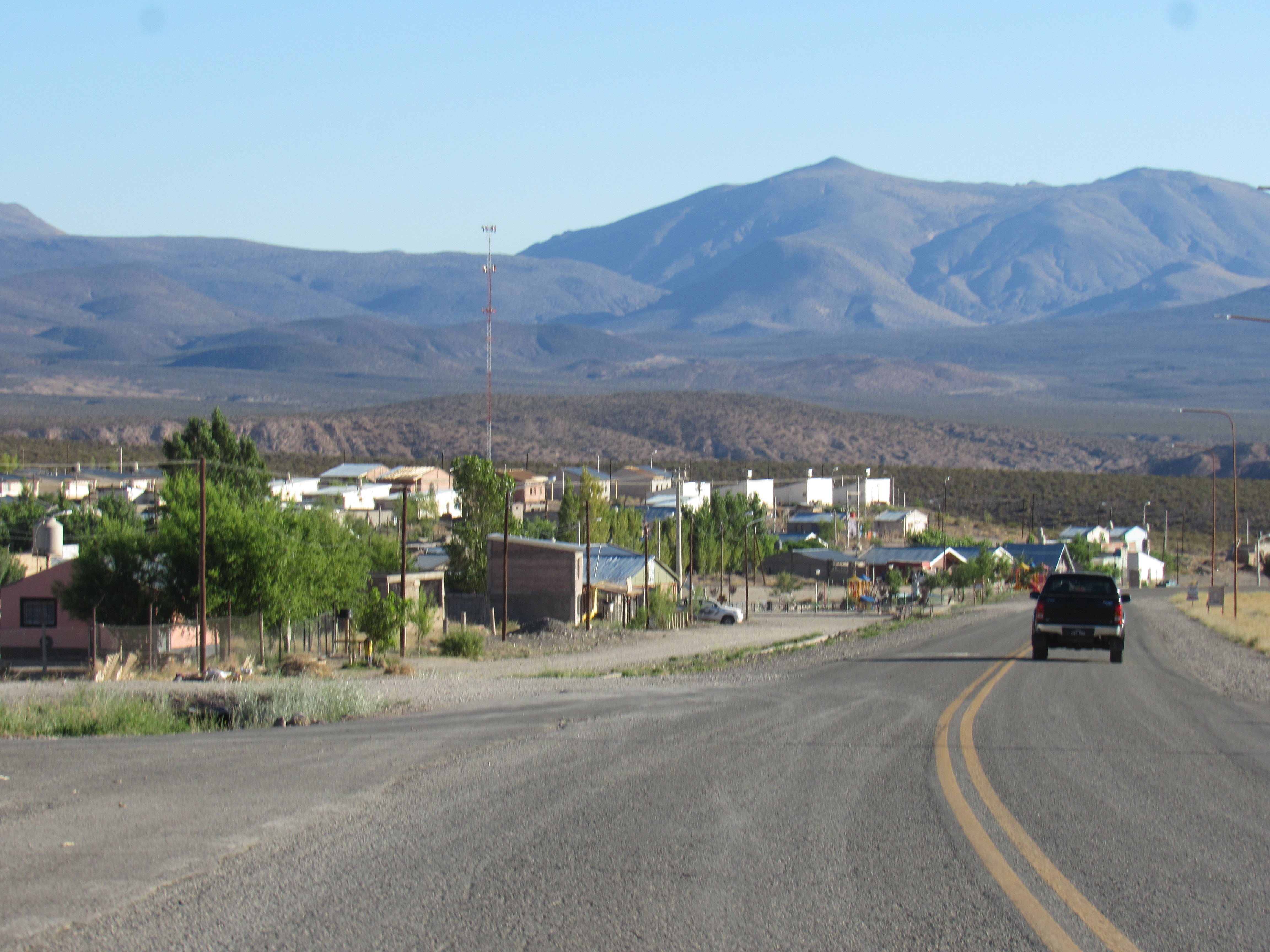
Ruta 40
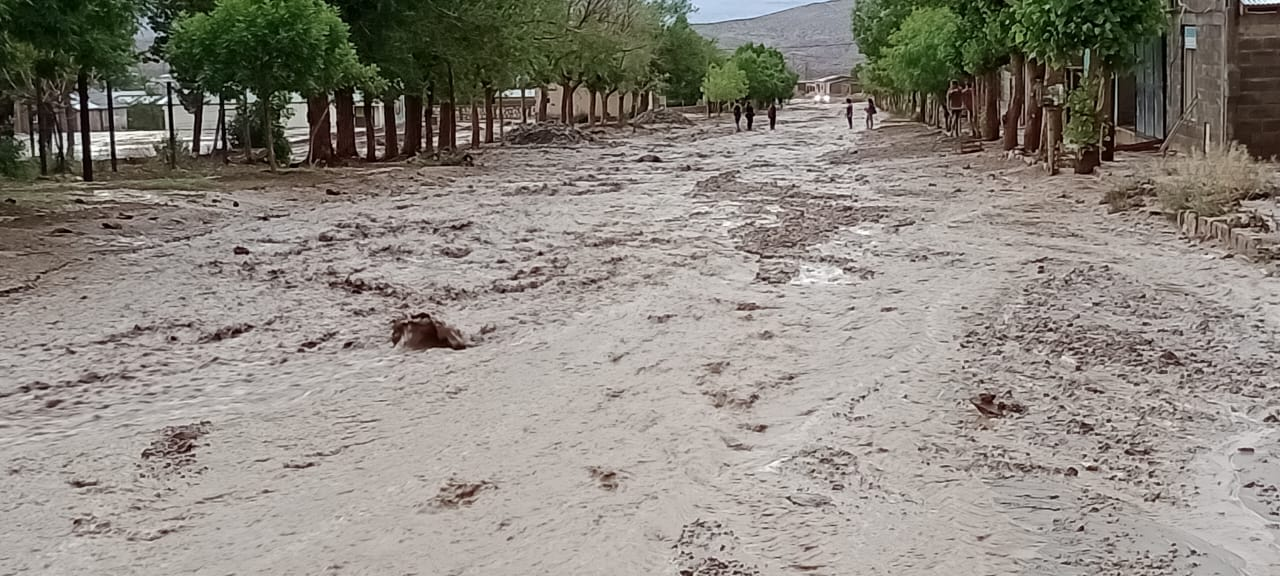
Inundación en 2022
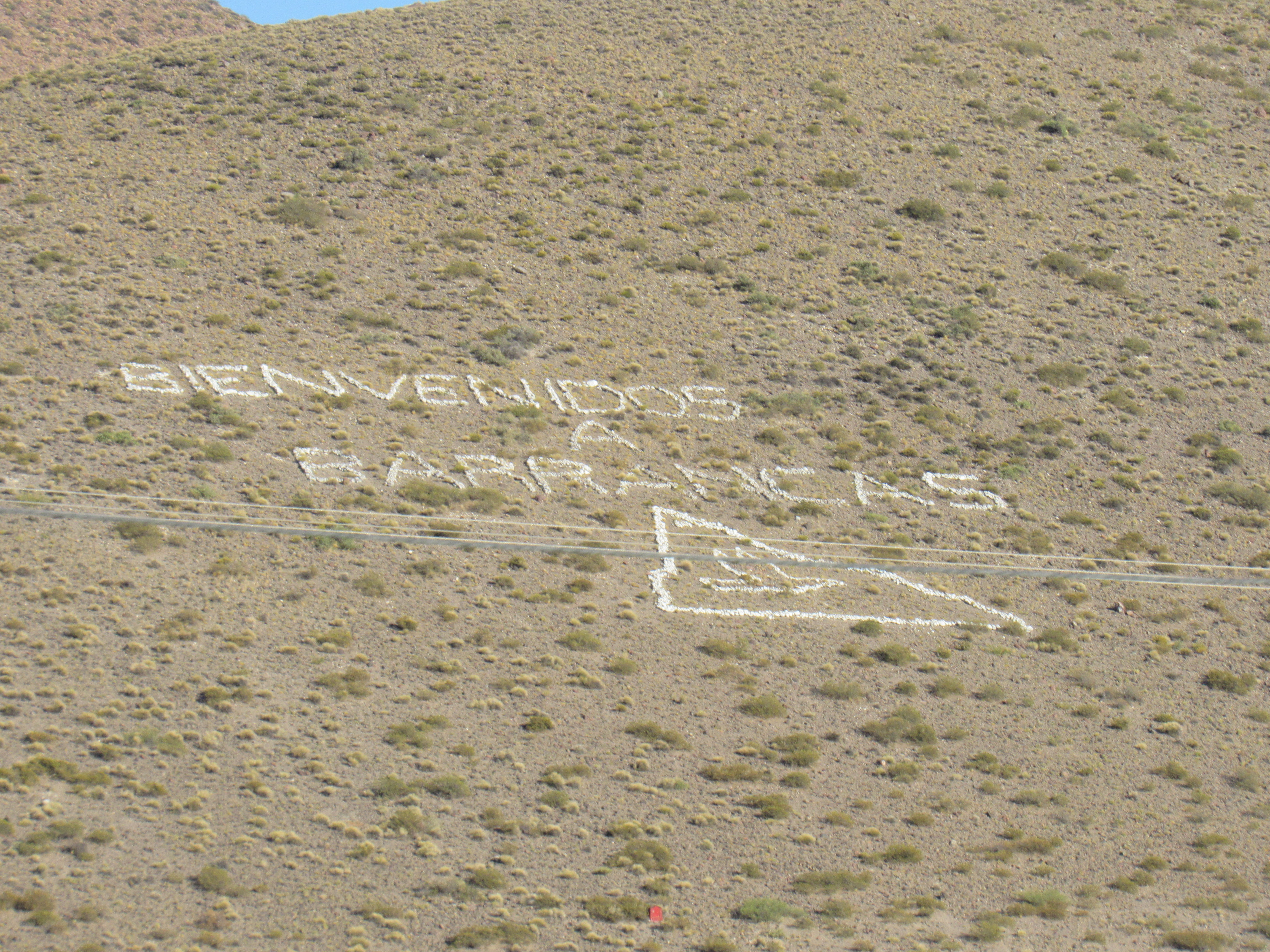
Mensaje en la montaña
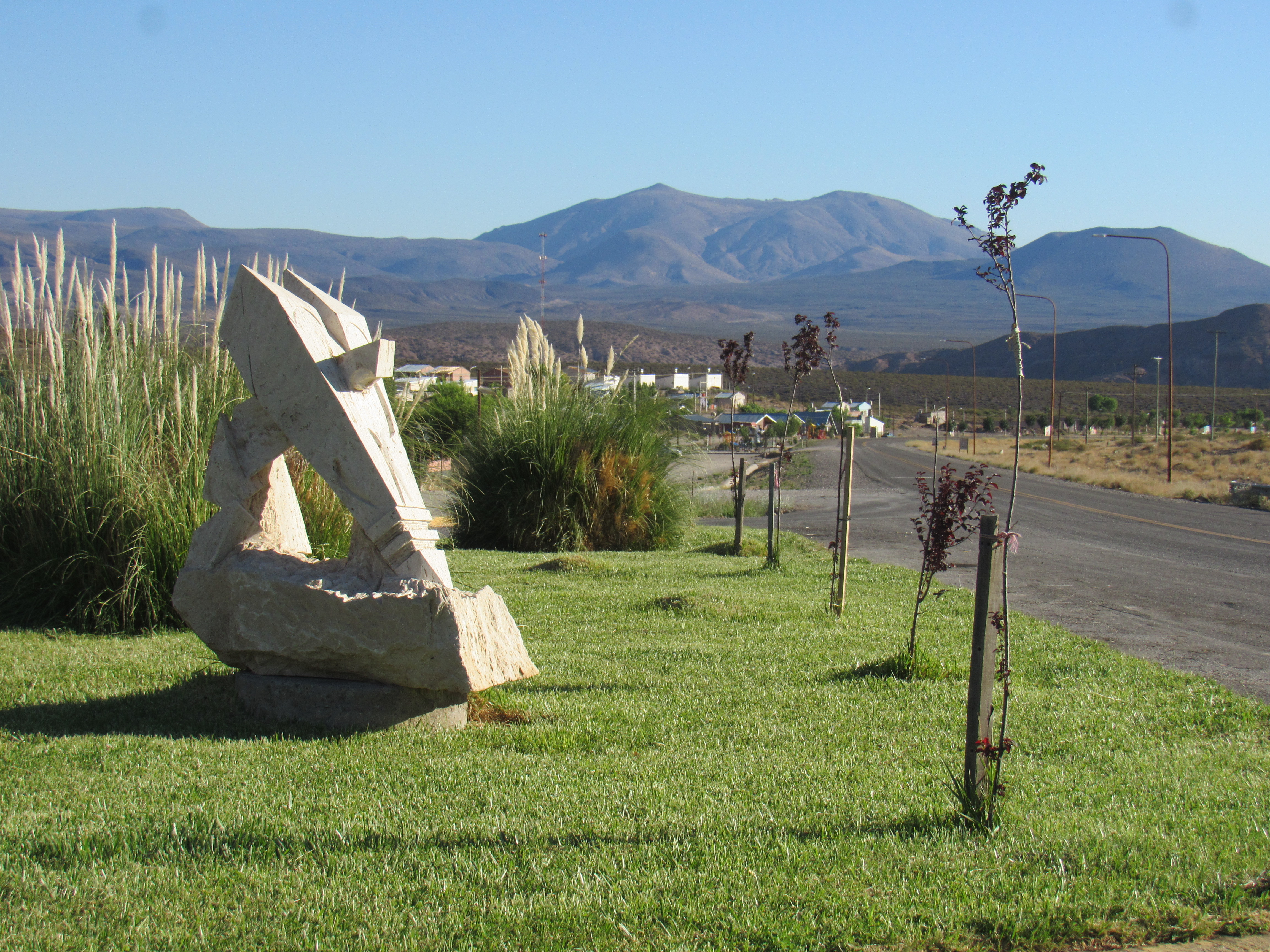